# Taníl
Taníl är en ort i Mexiko.   Den ligger i kommunen Umán och delstaten Yucatán, i den östra delen av landet, 1 000 km öster om huvudstaden Mexico City. Taníl ligger 12 meter över havet och antalet invånare är 454.
Terrängen runt Taníl är mycket platt. Runt Taníl är det mycket tätbefolkat, med 1 018 invånare per kvadratkilometer. Närmaste större samhälle är Mérida, 13,5 km nordost om Taníl. Omgivningarna runt Taníl är en mosaik av jordbruksmark och naturlig växtlighet.